# Arachosia bonneti
Arachosia bonneti là một loài nhện trong họ Anyphaenidae.
Loài này thuộc chi Arachosia. Arachosia bonneti được Cândido Firmino de Mello-Leitão miêu tả năm 1947.